# Trung đoàn 141, Sư đoàn 312
Trung đoàn 141, Sư đoàn 312, Quân đoàn 12 là một trong những đơn vị bộ binh chủ lực cấp trung đoàn được thành lập sớm nhất của Quân đội nhân dân Việt Nam.

## Lịch sử

### Chiến tranh Đông Dương lần thứ nhất
Năm 1950, cuộc kháng chiến chống thực dân Pháp của bước vào giai đoạn cam go, quyết liệt. Đặt ra yêu cầu phải có những Trung đoàn chủ lực, đột phá, là chỗ dựa vững chắc cho chiến tranh nhân dân. Ngày 11-12-1950 Đại tướng Võ Nguyên Giáp, Tổng Tư lệnh ra Quyết định thành lập Trung đoàn 141.
Sau khi được thành lập, đội hình chiến đấu của trung đoàn và các đơn vị khác đã có nhiều thành tích trên các chiến trường Việt Bắc, chiến trường Tây Bắc tạo tiền đề cho sự ra đời của Sư đoàn 312, một trong những đại đoàn chủ lực đầu tiên của Quân đội Nhân dân Việt Nam.

#### Chiến dịch Trần Hưng Đạo
Khi mở chiến dịch Trần Hưng Đạo, phía VNDCCH dự kiến sẽ tổ chức thành lập chính thức Đại đoàn 312 trên cơ sở 2 trung đoàn 141 và 209)
Ngày 25 tháng 12 năm 1950, binh đoàn cơ động số 3 cùng với tiểu đoàn Mường mở cuộc hành quân Bécassine vào vùng tự do Lập Thạch và Tam Dương (Vĩnh Yên, Phú Thọ) của Việt Nam Dân Chủ Cộng hòa, đúng vào nơi Trung đoàn 141 và Trung đoàn 209 của Quân đội Nhân dân Việt Nam tập kết để chuẩn bị thành lập Đại đoàn 312. Đại đoàn trưởng Đại đoàn 312 Lê Trọng Tấn báo cáo xin được nổ súng tấn công và được đồng ý.
Cùng ngày, tiểu đoàn 10 dù thuộc địa và tiểu đoàn Mường chia làm hai cánh tiến vào Liễn Sơn, Xuân Trạch (Lập Thạch, Vĩnh Phúc), lập tức bị trung đoàn 141 chặn đánh, phải lui về cố thủ ở Liễn Sơn chờ cứu viện. Ngày 26 tháng 12, tiểu đoàn Senegal lên ứng cứu cũng bị chặn đánh, phải lui về Xuân Trạch.
Ngày 27, Đại đoàn 312 tiến công mạnh vào Xuân Trạch-Xuân Hoà (Lập Thạch), xoá sổ tiểu đoàn 24 BMTS, bắt sống tiểu đoàn trưởng Piscard với 300 quân, đánh thiệt hại nặng tiểu đoàn dù 10 BPC.
Đêm này 13 tháng 1 năm 1951, trung đoàn 141 (Đại đoàn 312) tấn công Bảo Chúc, vị trí cách Vĩnh Yên 11 km về phía Tây Bắc. Do bị bất ngờ, quân Pháp chống cự yếu ớt. Sáng ngày 14, GM3 cho quân lên cứu Bảo Chúc. Tiểu đoàn Mường tới Thủy An thì bị trung đoàn 209 (Đại đoàn 312) chặn đánh, lui về Cẩm Trạch. Các tiểu đoàn khác cũng bị Đại đoàn 308 chặn đánh ở Đạo Tú. Dưới sự yểm trợ mạnh mẽ của không kích và pháo kích, GM3 cuối cùng cũng rút được về Vĩnh Yên, với một tiểu đoàn bị xóa sổ và một tiểu đoàn khác bị thiệt hại nặng. Quân Việt Minh thừa thắng chiếm một loạt các cao điểm sát bên ngoài thị xã. Đến chiều ngày 14, Vĩnh Yên hoàn toàn bị bao vây.
Sau nhiều ngày chiến đấu, nhận thấy việc cố gắng tấn công Vĩnh Yên không còn kết quả, lúc 2 giờ sáng ngày 18 tháng 1 năm 1951, Bộ chỉ huy của tướng Giáp đành phải hạ lệnh kết thúc chiến dịch. Các đơn vị Quân đội Nhân dân Việt Nam chủ động rút lui toàn bộ. Đến sáng 18 thì quân Pháp đã kiểm soát hoàn toàn khu vực Vĩnh Yên.

#### Chiến dịch Lý Thường Kiệt
Hạ tuần tháng 9 lên đường, đến ngày 25/9 đại đoàn 312 vượt sông Hồng tiến vào Tây Bắc, chia làm hai cánh tiến vào phân khu Nghĩa Lộ:
- Cánh phụ do trung đoàn 165 đảm nhiệm theo đường 13 vào Nghĩa Lộ theo hướng đông Nam
- Cánh chính do hai trung đoàn 141, 209 cùng với liên đội pháo binh 75 ly đi theo đường mòn vào Nghĩa Lộ theo hướng bắc.

Tới cuối tháng 9-1951 thì Pháp biết rằng trung đoàn 141 và trung đoàn 209 đã tiến tới Nam Muội cách Nghĩa Lộ khoảng 10 km về phía bắc. Trung đoàn 165 đã tiến tới Ca Vinh cách Nghĩa lộ 40 km về phía đông.
Ngày 2/10/1951, Raoul Salan ném tiểu đoàn dù 8 (8th BPC) do đại úy Gauthier chỉ huy xuống Gia Hội, cách Nghĩa Lộ 20 km về phia bắc để tiếp viện, đe dọa sau lưng cánh quân 312 đang tiến về Nghĩa Lộ. Nhiệm vụ tiểu đoàn này là phá rối trung đoàn 141 và 209 để cầm chân và làm giảm nhẹ áp lực của Quân đội Nhân dân Việt Nam vào Nghĩa Lộ.
Đêm ngày 2/10, trung đoàn 141 cùng một liên đội pháo tăng cường (năm khẩu), hai đại đội công binh, tiến công đồn hạ phía nam Nghĩa Lộ nhưng không thành công. Thiếu tá Girardin trưởng đồn bị tử trận, có lúc Quân đội Nhân dân Việt Nam chỉ còn cách đồn chỉ huy 50m, nhưng cuối cùng đồn vẫn giữ vững không bị thất thủ sau nhiều đợt xung phong của Quân đội Nhân dân Việt Nam.
Trên hướng thứ yếu Phong Thổ, từ đêm 29 tháng 9 đến ngày 10 tháng 10; trung đoàn 148 cùng bộ đội địa phương Lào Cai bao vây, tiến công các đồn Yên Na (4 tháng 10), diệt 113 lính, thu 12 súng các loại và 20 tấn quân trang quân dụng. Ngày 9 tháng 10, tiểu đoàn 930 tiến công Than Thuộc, Pác Tà. Sau 30 phút chiến đấu Pháp bỏ đồn chạy. Tiểu đoàn 910 tiến công Than Uyên, không kết quả.
Về phía Việt Nam, lực lượng của đại đoàn 312 cũng bị tiêu hao nhiều sau 10 ngày chiến đấu liên tục (287 người chết, 702 người bị thương, 22 người mất tích), lương thực chỉ còn 2 ngày. Ngày 10 tháng 10, Bộ chỉ huy chiến dịch nhận định thời cơ đánh địch đã hết và ra lệnh kết thúc chiến dịch. Đại đoàn trưởng Lê Trọng Tấn ra lệnh thu quân.

#### Chiến dịch Hòa Bình
Chiều 11 tháng 12, một đoàn ca nô từ thị xã Hòa Bình xuống, bị tiểu đoàn 6 trung đoàn 141 phục ở Lạc Sơn, bắn chìm một chiếc, bắt 15 tù binh. Tuyến cơ động trên sông Đà của Pháp bị cắt đứt.
Ngày 13 tháng 12, tại phía bắc thị xã Hòa Bình, quân Pháp đi sục sạo đến xóm Mới, gặp tiểu đoàn 16 trung đoàn 141 chặn đánh, thiệt hại một trung đội và phải rút về thị xã. Ngày 14 tháng 12, Pháp rút binh đoàn cơ động số 4 về Trung Hà, kết thúc cuộc càn quét vùng Ba Vì.
Đêm 29 tháng 12, trung đoàn 141 của Đại đoàn 312 tiến công diệt điểm cao 400, 600, diệt gần 100 lính, bắt 96 (có 35 lính lê dương). QĐNDVN hy sinh 16 người, bị thương 60 người. Cũng trong đêm 29 tiêu diệt Đồi Mồi. Đêm 31 đánh chiếm cao điểm Hàm Voi, tiêu hao một trung đội Âu Phi. Đây là những vị trí quan trọng trên đường 21 bảo vệ sườn cho tuyến thị xã Hòa Bình – Đường số 6.
Ngày 25 tháng 2, Tổng Quân ủy quyết định kết thúc chiến dịch.

#### Chiến dịch Điện Biên Phủ
Năm 1954, Trung đoàn 141 (Bao gồm các tiểu đoàn 11, 16, 428) do Quang Tuyến chỉ huy đứng trong đội hình Đại đoàn 312, tham gia Chiến dịch Điện Biên Phủ.

##### Trận Him Lam
Từ ngày 6 đến ngày 10 tháng 3 năm 1954, các đơn vị của Tiểu đoàn 428 đã đào xong chiến hào, trận địa hỏa lực, sở chỉ huy tiểu đoàn và tuyến xuất phát xung phong. Sáng 11-3, biết Việt Minh sẽ đánh vào Him Lam, Pháp điều bộ binh, xe tăng, xe ủi đất hòng san lấp chiến hào. 2 đơn vị nhỏ của Tiểu đoàn 428 và Tiểu đoàn 11 dựa vào công sự được chuẩn bị vững chắc với quyết tâm "một tấc không đi, một li không rời" đã đánh trả quyết liệt.
Tối 11-3, Trung đội 3 của Đại đội 670 Tiểu đoàn 428 do Đại đội phó Dần trực tiếp chỉ huy được giao nhiệm vụ phòng ngự giữ đồi hỏa lực. Lúc đó Đinh Thế Phẩm đang là Tiểu đội trưởng súng máy của trung đội, được trang bị 3 khẩu trung liên với 12 chiến sĩ.
8 giờ sáng, 2 máy bay Đakôta vừa hạ cánh xuống sân bay bị trúng ngay đạn sơn pháo của Việt Nam, bốc cháy. 10 giờ 30, súng cối 120 ly bắt đầu bắn thử. Một chiếc Dakôta thứ ba nằm trên sân bay bị gãy đôi.
Ngay sau đó, bộ binh và 2 xe tăng từ Mường Thanh tiến ra, đánh vào trận địa xuất phát xung phong của Việt Nam. Trung đội 3 đánh lui nhiều đợt xung phong, giành giật với Pháp từng ụ súng, từng mét chiến hào. Đến 12 giờ trưa quân Pháp mới chiếm được một góc trận địa. Đại đội phó Dần bị thương nặng. Trung đội trưởng Lục Văn Kiên ra lệnh đưa 2 khẩu trung liên vòng sang trái trận địa, lợi dụng các hố bom, hố đạn đại bác, các gốc cây to đánh vào sườn để cầm chân quân Pháp.
Tư lệnh pháo binh và Tư lệnh 312 đề nghị Bộ Chỉ huy Mặt trận cho một bộ phận lựu pháo 105 bắn chặn quân Pháp, bảo vệ đường hào xuất phát xung phong. Đại tướng Võ Nguyên Giáp ra lệnh kết hợp với hiệu chỉnh pháo 105, bắn 20 phát vào Him Lam. Đại đoàn 351 báo cáo: trừ 2 phát đầu không trúng mục tiêu, 18 phát sau đều rơi vào Him Lam, phá vỡ nhiều công sự, khói pháo đang trùm lên đồn. Thấy bị nã pháo, quân Pháp từ Mường Thanh nhanh chóng rút lui.
Sau 2 ngày đêm từ ngày 12-3 đến 14 giờ 30 phút ngày 13-3-1954, Trung đội 3 Đại đội 670, được sự chi viện hỏa lực của Tiểu đoàn 428 đã bảo vệ thành công trận địa xuất phát xung phong và trận địa hỏa lực. Đại đội 670 sau đó được bổ sung vũ khí, củng cố lại đội hình, tiếp tục chiến đấu tiêu diệt cụm cứ điểm Him Lam, mở màn cho chiến dịch Điện Biên Phủ.
15 giờ, các đơn vị của Đại đoàn 312 bắt đầu tiến ra trận địa xuất phát xung phong. Ở hướng chủ yếu, hai tiểu đoàn 428 và 11 của Trung đoàn 141, do Trung đoàn trưởng Quang Tuyến và Chính ủy Mạc Ninh chỉ huy, phải vượt qua sông Nậm Rốm và đoạn đường trống trải từ bờ sông đến đồn Pháp bị pháo bắn chặn, một số chiến sĩ thương vong. Đại đội trợ chiến của Tiểu đoàn 428 bị pháo trùm lên đội hình. Đại đội trưởng, Đại đội phó đều hy sinh, một khẩu ĐKZ bị hỏng. Thế nhưng, toàn đại đội vẫn kiên quyết tiến vào chiếm lĩnh trận địa. Tiểu đoàn 428 có mặt tại vị trí xuất phát xung phong cứ điểm số 2 đúng thời gian.
18 giờ 15 phút: Bộ đội Việt Minh bắt đầu xung phong tiến đánh cụm cứ điểm trên đồi Him Lam. Đại đội chủ công của Tiểu đoàn 428 tiến đánh cứ điểm số 2, vừa mở xong hàng rào cuối cùng thì vấp phải một luồng đạn từ lô cốt tiền duyên không ngừng tuôn ra cửa mở. Đại đội dùng hỏa lực bắn thẳng của bản thân đơn vị kiềm chế hỏa lực địch, mở đường cho xung kích. Nhưng mãi vẫn không dập tắt được hỏa điểm. Tiểu đội trưởng Phan Đình Giót mau lẹ trườn lên dưới làn đạn, dùng tiểu liên bắn và ném lựu đạn về phía lô cốt. Khi anh tới gần lô cốt thì đạn và lựu đạn đã hết. Anh lao mình vào lỗ châu mai làm ngừng tiếng súng trong giây lát, tạo thời cơ cho bộ đội xung phong và cổ vũ toàn thể đồng đội. Anh trở thành một tấm gương hy sinh tiêu biểu cho Quân đội Nhân dân Việt Nam trong chiến thắng lịch sử tại Điện Biên Phủ. Các chiến sĩ xung kích dùng lựu đạn, lưỡi lê đánh giáp lá cà tiêu diệt quân Pháp trong cứ điểm. 22 giờ 30, Tiểu đoàn 428 đánh chiếm xong toàn bộ cứ điểm số 2.

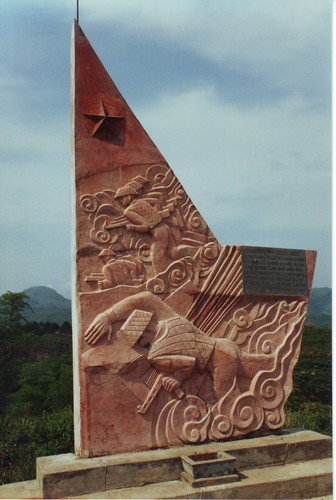
Đài kỉ niệm chiến thắng Him Lam, mô phỏng lại hành động dũng cảm của Phan Đình Giót.

Tại cứ điểm số 1, Tiểu đoàn 11 phải vượt qua nhiều hàng rào đạn đại bác Pháp, lực lượng bị tiêu hao, vào chiếm lĩnh trận địa xuất phát xung phong chậm. Lúc này pháo Pháp ở Mường Thanh đã hoàn hồn, bắt đầu đổ đạn bắn chặn mong làm ngừng cuộc tiến công vào cứ điểm. Hỏa lực trong đồn tuôn về phía bộ đội Việt Nam đang mở cửa đột phá. Trung đội Bộc phá của Đại đội 243 mở được bảy hàng rào thì gặp hai hỏa điểm bắn chéo cánh sẻ, các chiến sĩ lên người nào thương vong người đó. Tiểu đoàn trưởng quyết định sử dụng trung đội bộc phá dự bị và điều một súng DKZ lên yểm hộ bắn sập lô cốt tiền duyên. Nhưng hỏa lực trong cứ điểm không biết từ chỗ nào vẫn tiếp tục tuôn ra chặn đứng các chiến sĩ xung kích trước hàng rào cuối cùng. Cuộc chiến trước cửa mở diễn ra quyết liệt suốt 4 giờ liền.
Quân Pháp trong đồn dồn sức đối phó hy vọng cầm cự kéo dài tới khi có lực lượng phản kích từ Mường Thanh tới cứu nguy. Tư lệnh Đại đoàn ra lệnh cho các đơn vị đã chiếm được các cứ điểm số 2 và 3, đánh sang phối hợp với Tiểu đoàn 11 tiêu diệt cứ điểm số 1. Cả hai đơn vị đều không tìm ra đường giữa bãi mìn và dây thép gai dày đặc trong khi đó quân Pháp không ngừng xả súng.
Thấy trận đánh có chiều hướng kéo dài, Đại tướng Giáp gọi điện cho Lê Trọng Tấn cố gắng kết thúc trận đánh trước khi trời sáng. Những trận công kiên kéo dài thường đưa bên tiến công vào thế bất lợi. Lê Trọng Tấn cho biết Tiểu đoàn 11 vẫn báo cáo quyết tâm hoàn thành nhiệm vụ, nhưng Trung đoàn 141 đã ra lệnh cho tiểu đoàn dự bị vào trận.
Giữa lúc đó, tại cửa mở của Tiểu đoàn 11, Đại đội phó Hiệu bò lên quan sát, phát hiện hai hỏa điểm ngầm trong cứ điểm. Anh quay xuống dẫn lên bốn tổ đại liên đồng loạt tuôn đạn về phía hỏa điểm địch tạo điều kiện cho các chiến sĩ bộc phá mở nốt hàng rào cuối cùng. Tiểu đội trưởng Trần Oanh (tên thật là Nguyễn Hữu Oanh) dẫn đầu mũi nhọn lao lên nhưng bị chặn lại trước ba chiếc lô cốt. Trần Oanh phân công năm chiến sĩ đánh các lô cốt nhỏ, riêng anh phụ trách chiếc lô cốt lớn. Oanh bí mật bò tới gần lỗ châu mai, ném vào trong một trái thủ pháo. Lô cốt mẹ bị tiêu diệt. Oanh phất cờ Quyết chiến Quyết thắng vẫy toàn đơn vị đánh vào trung tâm, quân Pháp dồn sức kháng cự quyết liệt, bộ đội chia thành từng toán nhỏ tiêu diệt từng bộ phận tàn dư địch. Một số quân Pháp sống sót ở Him Lam bỏ đồn, chạy vào rừng tìm đường về Mường Thanh.
23 giờ 30 đêm ngày 13 tháng 3, Lê Trọng Tấn báo cáo Bộ Chỉ huy chiến dịch: Đại đoàn 312 đã hoàn thành nhiệm vụ tiêu diệt trung tâm đề kháng Him Lam, diệt 300 lính, bắt 200, thu toàn bộ vũ khí, trang bị.
Ngày 7 tháng 5 năm 1954, chiến dịch Điện Biên Phủ kết thúc.

### Chiến tranh Đông Dương lần thứ hai
Tháng 2/1963, Sư đoàn 312 nhận lệnh cử một tiểu đoàn gồm 600 cán bộ, chiến sĩ thuộc trung đoàn 141 vào chiến trường Trị-Thiên.
Trong suốt Chiến tranh Việt Nam, trung đoàn đã tham gia nhiều chiến dịch như Chiến dịch Cánh đồng Chum Lào, Chiến dịch Quảng Trị, Chiến dịch Hồ Chí Minh.

## Biên chế
Trung đoàn bao gồm:
- Tiểu đoàn 1 - Tiểu đoàn trưởng: Thiếu Tá Phạm Xuân Hòa - CTV Đại úy Tống Văn Toàn
- Tiểu đoàn 2 - Tiểu đoàn trưởng: Thiếu Tá Bùi Văn Khiêm - CTV Thiếu tá Nguyễn Hoàng Anh
- Tiểu đoàn 3 - Tiểu đoàn trưởng: Đại úy Ngọ Văn Quân - CTV Thiếu tá Trịnh Duy Khoa

## Thành tích
Năm 2000, Trung đoàn được Nhà nước tặng danh hiệu Đơn vị Anh hùng Lực lượng vũ trang nhân dân.
Năm 2020, Trung đoàn được Bộ Quốc phòng tặng cờ "Đơn vị xuất sắc tiêu biểu trong phong trào thi đua quyết thắng toàn quân giai đoạn 2015 – 2020" và Huân chương Bảo vệ Tổ quốc hạng Nhì.

## Nhân vật tiêu biểu
| Hình ảnh         | Tên              | Thời gian                                           | Chức vụ tại đơn vị                                                        |
| ---------------- | ---------------- | --------------------------------------------------- | ------------------------------------------------------------------------- |
| không khung      | Phan Đình Giót   | 1950-1954                                           | - Tiểu đội phó tiểu đội bộ binh Đại đội 58, Tiểu đoàn 428, Trung đoàn 141 |
| không khung      | Nam Long         | 4/1946                                              | - Trung đoàn trưởng                                                       |
|                  | Đào Văn Lợi      | 15/4/1965 - 2/1968                                  | - Chiến sĩ - cán bộ thuộc Trung đoàn                                      |
|                  | Phan Văn Giang   | 4/1996 - 8/1997                                     | - Phó Tham mưu trưởng Trung đoàn                                          |
|                  | Nguyễn Tân Cương | 9/2000 - 5/2002                                     | - Phó Trung đoàn trưởng - Tham mưu trưởng Trung đoàn (4/2001 - 5/2002)    |
| 6/2002 - 10/2003 | Nguyễn Tân Cương | - Trung đoàn trưởng - Phó Bí thư Đảng ủy Trung đoàn |                                                                           |